# کالو کالو
کالو کالو (استونیایی: Kalev Kallo؛ زادهٔ ۶ دسامبر ۱۹۴۸) سیاستمدار و نماینده مجلس اهل استونی است.